# Magnirostris
Magnirostris to niewielki ceratops, którego szczątki odkryto w datowanych na późny kampan osadach Bayan Mandahu na terenach Mongolii Wewnętrznej w Chinach (Azja). Znany wyłącznie z prawie kompletnej czaszki pozbawionej jednak kryzy odkrytej przez uczestników projektu chińsko-kanadyjskich dinozaurów. Najbardziej charakterystyczną cechą tego dinozaura jest mocno rozwinięta kość rostralna, tworząca duży dziób do którego odnosi się nazwa rodzajowa Magnirostris. Pochodzi ona od łacińskich słów magnus wielki i rostrum - dziób, tymczasem epitet gatunkowy (dodsoni) honoruje Petera Dodsona – amerykańskiego paleontologa, który opisał między innymi awaceratopsa.  Na kościach nosowych występuje dobrze rozwinięty grzebień. Widać także zaczątki rogów nadoczodołowych, które mogą okazać się jednak uszkodzeniami skamieliny. Być może Magnirostris jest naprawdę młodszym synonimem bagaceratopsa Podobnie jak inne ceratopsy Magnirostris był roślinożercą, który do swojej diety mógł włączać paprocie, sagowce i igły drzew iglastych.